# ハイ・ブラッド・プレッシャー
ハイ・ブラッド・プレッシャー (High Blood Pressure)は、ニューオーリンズ出身のR&Bピアニスト、ヒューイ・"ピアノ"・スミスがザ・クラウンズとレコーディングした楽曲。1958年にエイス・レコードよりシングル「ドンチュー・ジャスト・ノウ・イット」のB面としてリリースされた。B面の曲ながら、スミスのナンバーの中では最も広くカバーされた曲の一つである。

## 概要
ヒューイ・スミスの楽曲の中では珍しいストレートなラブソングのひとつ。「君が僕の名前を呼ぶと高血圧になる」というシンプルな歌詞が繰り返される。

## シングル
| 年   | 曲名                                             | レーベル名 | レコードNo. | 最高位       | 最高位  |
| 年   | 曲名                                             | レーベル名 | レコードNo. | 米国ポップス | 米国R&B |
| ---- | ------------------------------------------------ | ---------- | ----------- | ------------ | ------- |
| 1958 | A: Don't You Just Know It B: High Blood Pressure | Ace        | 545         | 9 —          | 4 —     |

## 参加ミュージシャン
- Huey "Piano" Smith ヒューイ・"ピアノ"・スミス - piano
- Gerri Hall ジェリ・ホール - vocals
- Bobby Marchan ボビー・マーシャン - vocals
- Roosevelt Wright ルーズヴェルト・ライト - vocals
- Robert Parker ロバート・パーカー - tenor saxophone
- Alvin "Red" Tyler アルヴィン・"レッド"・タイラー - baritone saxophone
- Charles "Hungry" Williams チャールズ・"ハングリー"・ウィリアムズ - drums[4][5]

## 主なカバー・バージョン
| 年     | アーティスト名         | 収録アルバム                                  |
| ------ | ---------------------- | --------------------------------------------- |
| 1963年 | ジーン・ヴィンセント   | 『The Crazy Beat Of Gene Vincent』            |
| 1963年 | ロニー・ホーキンズ     | シングル盤                                    |
| 1965年 | プリンス・バスター     | シングル盤                                    |
| 1972年 | ドクター・ジョン       | 『Dr. John's Gumbo』 （メドレーの一曲として） |
| 1975年 | ジェフ・マルダー       | 『Is Having a Wonderful Time』                |
| 1988年 | ロニー・マック         | 『Roadhouses and Dance Halls』                |
| 1995年 | ジェリー・リー・ルイス | 『Young Blood』                               |
| 2012年 | ジェリー・ダグラス     | 『Traveler』                                  |
| 2015年 | ボズ・スキャッグス     | 『A Fool to Care』                            |